# راوك (ساة)

تعديل مصدري - تعديل

راوك هي إحدى قرى عزلة ساه بمديرية ساة التابعة لمحافظة حضرموت، وسكانها من قبيلتي ال حفيظ الزُبيدي وال عبد الصمد باوزير وسميت براوك نسبة إلى كثرة اشجار بها قديما، بلغ تعداد سكانها 633 نسمة حسب تعداد اليمن لعام 2004.

## وصلات خارجية
- World Gazetteer:Yemen
- الجهاز المركزي للإحصاء بالجمهورية اليمنية
- المركز الوطني للمعلومات باليمن